# Stand-ins
 Stand-ins è un film del 1997 diretto da Harvey Keith.

## Trama
Hollywood 1937. L'età d'oro del cinema. Sei donne, che si recano a Hollywood con il sogno di diventare famose, si ritrovano a lavorare come controfigure per le stelle glamour dell'epoca. Si riuniscono per una festa di compleanno in un locale, dove condividono le loro speranze e i loro sogni con il barista Jack, direttore del circo "stand-in". Nel corso di una serata, una nuova controfigura viene introdotta al gruppo, istigando una serie di eventi che cambieranno le loro vite per sempre.